# Lummelundagrottan
Lummelundagrottan – jaskinia krasowa w Szwecji, na Gotlandii.
W Lummelundagrottan występują liczne podziemne jeziora oraz przepływa potok.